# Democracia
Democracia is een gemeente in de Venezolaanse staat Falcón. De gemeente telt 9200 inwoners. De hoofdplaats is Pedregal.